# Ángel Sevillano Cousillas
Ángel Sevillano Cousillas (San Fernando (Cádiz), 14 de septiembre de 1897 - Paracuellos de Jarama, probablemente el 18 o el 19 de noviembre de 1936), fue un militar español perteneciente al Arma de Ingenieros.

## Biografía
Hijo del general de Infantería de Marina José Sevillano Muñoz y de Emilia Cousillas Barandiarán, pertenecía a una familia de clase media con muchos militares entre sus miembros. En concreto, su padre, José Sevillano Muñoz, era general de Infantería de Marina y había tenido un papel destacado en el desembarco y posterior ocupación del sector occidental del Protectorado de Marruecos, haciéndose cargo el 14 de septiembre de 1912 del Batallón Expedicionario de Infantería de Marina y de la Comandancia de la plaza de Alcazarquivir. Así pues, Ángel Sevillano, había recibido desde su juventud una educación impregnada de valores castrenses. Siguiendo la tradición familiar, el 26 de octubre de 1914, entra como soldado voluntario por tiempo ilimitado en el primer Regimiento de Infantería de Marina. Estando en esta situación, intenta ingresar como oficial de Infantería de Marina sin lograr su objetivo. Sin embargo el 6 de septiembre de 1915 ingresa en la Academia de Ingenieros de Guadalajara, saliendo como teniente el 9 de julio de 1921.
Coincidiendo con el Desastre de Annual y el consiguiente hundimiento de la Comandancia de Melilla, es destinado a las compañías expedicionarias en Melilla del 5.º Regimiento de Zapadores Minadores. Se incorpora a la 1.ª compañía del 1.º batallón el 31 de julio en el Zoco el Had de Benisicar dedicándose con su compañía a trabajos de fortificación. A partir de esta fecha las operaciones tanto tácticas como propias de los zapadores se suceden rápidamente en la reconquista del territorio perdido: El 1.º de agosto fue con su compañía a reforzar la alambrada de la posición de Tizza; el 3 de agosto a la colocación del blocao "Extremadura"; el 4 a la destrucción de las casas propias de Tizza; el 5 a la colocación del blocao "Corona"; el 25 asiste a la toma de Taulet, fortificándola; el 12 de septiembre a la del Zoco el Arbaa; el 26 a la de los pozos de Aográz; el 2 de octubre a la de Sebt; el 5 a la de Atlaten; el 8 a la de Segangan; el 10 a la toma del Gurugú, el 14 a la de Zeluán; el 24 a Monte Arruit; el 22 de noviembre participa en la toma de la Esponja; el 7 en la de Iguermán; el 11 en la de Yazanen; el 14 en la de Sidi Sabo; el 18 en la de Uixan; el 24 en la de Ras Medua; el 30 en la de Tauriat Hamed; el 1 de diciembre asiste a la toma de Harcha; el 2 al Zoco el Jemis; el 11 a la de Tazarut y kaddur; el 20 a la de Tauriat Zag y Tauriat Buchit; el 22 a Ras Tiquermín. El 9 de enero de 1922 asiste con su compañía a la toma de Al Lal Hariga y el 10 a la de Dar Drius, fortificándola. Una vez reconquistado y pacificado parcialmente parte del territorio perdido, se dedicará a hacer barracones para hospitales, desmantelamiento de posiciones, afirmado de pistas y obras de pozos.
A finales de diciembre de 1922 es repatriado el Batallón Expedicionario, por lo que el teniente Sevillano es destinado a la Comandancia de Ingenieros de Melilla, donde se dedica a trabajos de afirmación de pistas e instrucción de reclutas, hasta que el 16 de abril de 1923 embarca para el Peñón de Vélez de la Gomera como ingeniero de dicha isla, ocupándose de la construcción del embarcadero de la cala, arreglo de parapetos, reparaciones y fortificación.
El 14 de agosto regresó a Melilla y el 18 se incorporó a su compañía en Dar Quebdani. El 20, junto con su compañía marcha a Izúmar, dedicándose a la construcción de la pista de Farha a dicha posición. El 22 de agosto, tomó parte en la operación que se llevó a cabo para liberar del asedio a la posición de Tifaruin -donde resistía bravamente el alférez de ingenieros Topete-, protegiendo el flanco izquierdo de la columna de rescate. El 23 de agosto con su compañía se dedica a la ingrata labor de dar sepultura a los cadáveres resultantes de la operación del día 18. En días sucesivos continuaría en los trabajos de pistas y construcción de polvorines en espera de nuevo destino.
El 29 de septiembre de 1923 es destinado al 6.º Regimiento de Zapadores Minadores situado en Oviedo, el 18 de agosto de 1924 se incorpora al 3.º Regimiento de Zapadores Minadores, hasta que el 9 de octubre pasa a ejercer como profesor en la Academia de Sargentos de Complemento, aspirantes a suboficiales. El 2 de noviembre se incorpora a la Academia de Ingenieros de Guadalajara encargándose de las clases de geometría.

## Defensa de Kudia Tahar
El teniente Sevillano es destinado el 12 de agosto al cuadro eventual de Ceuta, incorporándose a su nuevo destino el 17 del mismo, quedando agregado a la 2.ª compañía expedicionaria del 6.º Regimiento de Zapadores Minadores, haciéndose cargo de la misma que se hallaba realizando trabajos de fortificación en la posición de Nator principal, de la que también tomó el mando. En esta situación estaba, cuando en el amanecer del 3 de septiembre de 1925 se inició la fuerte ofensiva del Heriro.
Ante la previsión del desembarco conjunto franco-español en la bahía de Alhucemas, desembarco de Alhucemas, el caudillo rifeño Abd el-Krim, "que sabía lo que se le venía encima, intentó atraer la atención de los españoles al enviar a sus tropas mejor preparadas a la conquista de Tetuán a través del fuerte español de Kudia Tahar (Beni Karrich). Era una maniobra de diversión. Si ellos desembarcan en Alhucemas, yo entraré en Tetuán..."
para llevar a cabo este intento de fijar a las fuerzas españolas en el sector de Tetuán, cuenta con la colaboración de su hermano Mhamed Abd el Krim, que elige para atacar un saliente de la línea de defensa de la capital del protectorado. La dirección del ataque se la encomienda al caíd Heriro, y el objetivo táctico era en opinión del general Goded apoderarse de Kudia Tahar, romper la línea de los fortines de Tazarines y Nator y caer por los barrancos de Mers, Busamelal y Sequim -situados entre los contrafuertes de Hafa el Tuab y Hafa el Má-, para amenazar el valle del río Martín y la vega de Tetuán. Sin embargo este análisis no coincide con la dirección del ataque rifeño, ni con la que dice el general Antonio de Sousa y Regoyos en el parte que dio al General en Jefe Primo de Rivera tras la operación, que proponía un objetivo más modesto: "...el intento del enemigo era romper el frente por el barranco de Asadem y el valle de Háyera para aislar Ben Carrich de Tetuán...".
Antes del ataque, las fuerzas rifeño-yebalas, habían realizado penetraciones nocturnas en pequeños grupos. infiltrándose por los barrancos y aduares situados entre Kudia Tahar y Tetuán. En estas posiciones se aprestaron a atrincherarse para hostigar el posible ascenso por las quebradas de fuerzas liberadoras procedentes de Tetuán. "Al amanecer del día 3, las harcas enemigas ocupaban, además de la zona de los aduares indicados, una línea paralela al sur del sector Nator-Kudia Tahar-Tazarín, con el grueso de la infantería, unos 4.000 hombres, en Dar Rai, y la artillería, fuerte en nueve piezas, emplazada en Hafa Duira, dominando de frente y a distancia de menos de 1.500 metros Kudia Tahar".
A las seis de la mañana del 3 de septiembre, se inicia el ataque sobre Kudia Tahar, las nueve piezas de la artillería rifeña del 7 y del 7,50 empiezan a vomitar fuego sobre la posición, a la media hora, Kudia Tahar ardía, quedando parcialmente desmantelada, con la batería de la posición enmudecida y los bidones de agua destrozados.
Desde Ben Karrich se ordena la salida de una fuerza al mando del comandante González Salom, compuesta por dos compañías de infantería, a sus órdenes irá el teniente de intendencia García Almenta con un convoy de intendencia de veinte cargas de munición y quince artolas para la evacuación de heridos. A esta columna se une el teniente Rafael Arjona Mansó con sesenta y ocho askaris de la Mehala de Tetuán y once artilleros al mando del teniente Joaquín Fuentes pila. El teniente de ingenieros Ángel Sevillano, recibe asimismo la orden de organizar una sección para salir desde Nator principal para marchar a Kudia Tahar y hacer reparaciones. Ya desde la salida, va abriendo paso al convoy que subía desde Ben Karrich, protegiendo con las fuerzas a sus órdenes la sección de la Mehala que se dirigía a Tienda Fortificada. A pesar del intenso fuego enemigo que se le hacía desde los laderas y crestones de Haffa el Ma y Haffa Tuabs, consigue entrar en Kudia Tahar al mediodía del 3 de septiembre.
Una vez recibida la orden de evacuación de la posición, el Teniente Sevillano mandó al Teniente Ocasar que saliera con los demás oficiales y con la tropa que no necesitara medios de evacuación, quedándose él con los heridos graves hasta que llegaron dichos medios. Ingresó en el hospital Militar de Tetuán, y posteriormente en el de Marina de San Fernando, donde dada su condición de herido, no pudo desfilar con las tropas vencedoras en ni Tetuán ni en Madrid. Hay que añadir, que junto a lo anteriormente expuesto, su carácter modesto, facilitó la pérdida de protagonismo en la gesta, hasta el punto de que se el Teniente Ocasar llegó a discutirle el mando de la posición a la muerte del capitán Zarazibar, lo que motivó una agria polémica entre ambos oficiales respaldados por sus respectivas armas, está situación quedó zanjada en el juicio contradictorio de la concesión de la Laureada de San Fernando, donde se reconocerá el mando de la posición al Teniente Sevillano.
Por los sucesos de defensa de la posición de Kudia Tahar en la línea defensiva de Tetuán le es concedida primero la Medalla Militar Individual, impuesta por el General Miguel Primo de Rivera el 25 de noviembre de 1925 y posteriormente se abrió juicio contradictorio para la concesión de la Cruz Laureada de San Fernando la más alta condecoración que el Ejército español concede en condiciones extremas para premiar el valor, similar a la Cruz Victoria inglesa(Victoria Cross-VC), siéndole concedida finalmente en 1935 e impuesta por el presidente de la República en el Palacio Real, Alcalá Zamora en presencia del jefe del gobierno Alejandro Lerroux en 1935(OC 31-3-35 DO n.º 27).
Existe un elevado número de laureadas y medallas militares concedidas tanto a los defensores como a los que participaron en las operaciones de liberación por lo costoso y encarnizado que resultó liberar la posición. Laureados:
1 Sitiados:Capitán Gómez Zaracíbar (muerto), Teniente Sevillano, Teniente Fuentes Pila(muerto), Sargento Ascoz Cabañero,
2 Participantes en la liberación: Teniente Bartolomé Muntané Cirici, Comandante Francisco García-Escámez, Teniente José Martínez Anglada, Capitán Miguel Rodrigo Martín, Teniente Nombela Tomasich.
Experimenta fugaces destinos en el 2.º Regimiento Ferrocarriles y la Comandancia de Ingenieros de Menorca en 1926. Es ascendido a capitán de ingenieros por méritos de guerra con la antigüedad del 1 de octubre de 1925, que permutará por la Cruz del Mérito Militar con distintivo rojo por la antigüedad de 9 de julio de 1926. Posteriormente, pasa a prestar sus servicios en la Academia de Ingenieros del Ejército durante dos años hasta fin de julio de 1929 y como inspector de automóviles por otros dos años hasta fin de julio de 1931, pasando a continuación cinco meses a la Jefatura de Tropas y Servicios de Ingenieros de la 2.ª división orgánica.

## Sanjurjada 10 de agosto de 1932
El capitán Sevillano es destinado el 1.º de diciembre de 1931 al Batallón de Zapadores Minadores n.º 2 en Sevilla, donde se ve involucrado en el golpe de Estado del General Sanjurjo. Según testimonio del comandante José María Albizu., que estaba en la mañana del 10 de agosto en el cuartel de ingenieros, el comandante de ingenieros Lauhet -implicado en la sublevación e inmediato superior del capitán Sevillano-, le dio la orden verbal a este de partir con cuatro soldados y un cabo para causar desperfectos en el puente ferroviario de Lora del Río sobre el Guadalquivir, con el fin de retrasar la posible llegada del tren con fuerzas procedente de Madrid a Sevilla. Al fracasar la sublevación el capitán Osuna marcha a Lora del Río para intentar detener la acción del capitán Sevillano, alcanzándolo en la estación de dicho pueblo, nos da el siguiente testimonio del encuentro: "cuando este, al llegar yo, supo por mí que no debía dar cumplimiento a las órdenes que recibiera de su comandante, porque este las había a su vez recibido de un mando ilegítimo, se mostró sorprendido...Por esta actitud deduje yo que el Sr. Sevillano, quien, como ningún militar podía discutir las órdenes que de sus superiores recibiera, llegó a Lora convencido de la legitimidad de la orden. Pero si alguna duda hubiese yo abrigado, se encargó de disiparla el propio oficial de ingenieros, poniéndose a mi disposición en el acto con la pequeña fuerza que mandaba.Y aún hizo más, porque, deseando que nadie dudara de la buena fe con que procedía y, sobre todo, de su espíritu de disciplina, habló por teléfono con el gobernador de Córdoba y le manifestó que se hallaba al lado del gobierno". Tras el fracaso, fue condenado a prisión en Guadalajara y Madrid.
El 31 de enero de 1934, se retira la acusación que se tenía contra este oficial, junto con otros por no quedar comprobada su culpabilidad. Según esta sentencia absolutoria, dichos oficiales se limitaron a cumplir las órdenes de sus superiores cuando el mando había cambiado de mano, quedando liberados de responsabilidad. En el caso del capitán Sevillano, el comandante José María Albuzu llega a decir de él que "el capitán Sevillano, correctísimo y disciplinado siempre, no había hecho nunca manifestación alguna por la que se pudiera deducir que se inclinaba o estaba propicio a un acto de rebeldía. Yo lo tuve siempre, y no cambio de opinión, por adicto al poder constituido". Estas declaraciones, extraídas a los testigos en el proceso para depurar responsabilidades, parecen ir más en la dirección de descargarlo de estas que de reconocimiento de los hechos, pues es extraño que este oficial desconociera la ilegalidad del pronunciamiento a pesar del caos en que se produjo.
Desde el punto de vista ideológico, lo que sabemos del capitán Sevillano es que, según su viuda, "era un celoso amante de España y del Ejército. Se indignaba ante la injusticia y el desorden. Ese amor a España fue la causa de que estuviera detenido diecisiete meses después de los sucesos del 10 de agosto de 1932". De estas declaraciones, podemos inferir que nos encontramos ante un militar africanista, seguramente monárquico, que en todo caso solamente simpatizaría con una república burguesa y de orden.

## Detención y fusilamiento en Madrid
Es escaso el conocimiento que tenemos de la actividad del capitán Sevillano durante la sublevación del 18 de julio de 1936. Parece ser que no estaba al corriente del alzamiento, o al menos que, una vez producido este, no logra contactar con los rebeldes. Según el testimonio de uno de sus hijos, el 19 o 20 de julio, intenta entrar en el Cuartel de la Montaña vestido de civil para unirse a los sublevados que allí se encuentran. Pero el control que ejercen en los accesos de dicho cuartel los milicianos y guardias de asalto se lo impide. Al día siguiente, el 20 o 21 de julio, acude a su destino del ministerio de Guerra donde es detenido. Sin embargo en la Hoja de Servicios de este oficial, en concreto en un añadido posterior a la guerra, se puede leer una información desconcertante:"...el 18 de julio que con motivo del glorioso alzamiento nacional le sorprendió en el Cuartel de la Montaña (Madrid) tomando parte activa en al defensa de dicho cuartel hasta el 20 del mismo mes, que fue asaltado el cuartel por las fuerzas marxistas quedando en poder del enemigo y conducido a la cárcel de Porlier...". Creemos que la información de este añadido es errónea, por dos motivos: en primer lugar, porque el capitán Sevillano nunca combatió allí, si damos crédito al testimonio oral de sus familiares y a la lista de capturados en el Cuartel de la Montaña. Y en segundo lugar, porque una vez detenido no fue confinado en la cárcel de Díaz Porlier, sino en la Modelo.
Tenemos documentado que el 21 de julio, la Dirección General de Seguridad ordena su ingreso en la Cárcel Modelo de Madrid. Según testimonio de su viuda: " hasta octubre yo le visitaba en la Cárcel Modelo, y este mes se negó rotundamente a colaborar con los rojos y entonces fue incomunicado y yo ya no pude visitarle más". Posteriormente, es trasladado a la cárcel de Díaz Porlier, donde permanecerá hasta el 18 de noviembre, fecha en la que es evacuado junto a 31 compañeros de saca, según consta en una orden de libertad firmada por el delegado del Consejo de Orden Público de la Junta de Defensa de Madrid Serrano Poncela. Aunque en otra relación de la misma fecha figuran como trasladados sin indicar el paradero, firmando el recibí de dichos presos, B. Antón.
Independientemente de cuál de las dos órdenes fuera la verdaderamente utilizada para la saca, el objetivo era extraer a los prisioneros de las cárceles y asesinarlos en las inmediaciones del arroyo de San José, Paracuellos de Jarama[cita requerida], probablemente en el amanecer del 19 de noviembre.